# Simojovelhyus
Simojovelhyus — вимерлий рід свиновидих. Знайдений лише в Лос-Посітос (олігоцен Мексики).